# Chrysops separatus
Chrysops separatus är en tvåvingeart som beskrevs av James Stewart Hine 1907. Chrysops separatus ingår i släktet Chrysops och familjen bromsar. Inga underarter finns listade i Catalogue of Life.